# Estación La Pelada
La Pelada era una estación de ferrocarril ubicada en cercanías a la localidad homónima, Departamento Las Colonias, provincia de Santa Fe, Argentina
La estación fue habilitada en 1891 por el Ferrocarril Provincial de Santa Fe.

## Servicios
Era una de las estaciones intermedias del Ramal F13 y del Ramal F10 del Ferrocarril General Belgrano.